# Antitrotonotus
Antitrotonotus is een geslacht van vlinders van de familie tandvlinders (Notodontidae), uit de onderfamilie Notodontinae.

## Soorten
- A. gabonensis Kiriakoff, 1966
- A. gabonensisi Kiriakoff, 1966